# Enllaç C-Ce
Els compostos d'orgaceri (o compostos orgànics del ceri) són compostos químics que contenen un enllaç químic entre carboni (C) i ceri (Ce) (enllaç C-Ce).

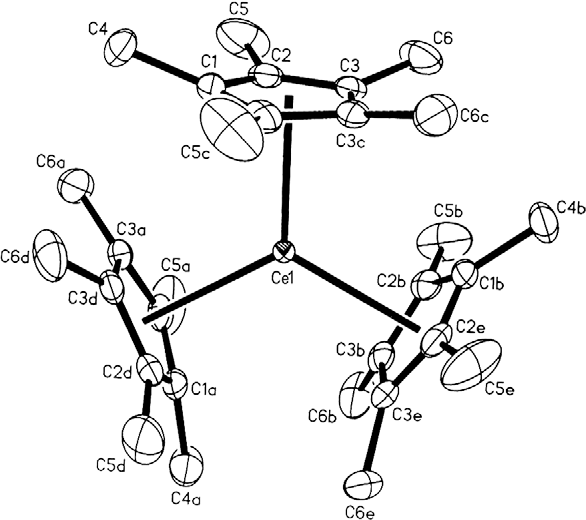
Estructura cristal·lina del complex (η5-C₅Me₅)₃Ce (III).

La química de l'organoceri és la ciència corresponent que explora les propietats, l'estructura i la reactivitat d'aquests compostos.
En general, els compostos d'organoceri no són aïllables, sinó que s'estudien en solució mitjançant les seves reaccions amb altres espècies. Hi ha excepcions notables, com el complex Cp*₃Ce(III) que es mostra damunt, però són relativament rars. Es coneixen complexos que impliquen ceri de diversos estats d'oxidació; encara que els lantànids són més estables a l'estat d'oxidació +3, s'han informat complexos de ceri(IV). Aquests últims compostos han trobat un ús menys estès a causa de la seva naturalesa oxidant, i la majoria de la literatura sobre complexos organometàl·lics de ceri implica l'estat d'oxidació +3. En particular, els compostos d'organoceri s'han desenvolupat àmpliament com a nucleòfils de carboni no bàsics en la síntesi orgànica. Com que el ceri és relativament no tòxic, serveixen com una alternativa «ecològica» a altres reactius organometàl·lics. S'han publicat diverses revisions que detallen aquestes aplicacions.

## Estructura
L'estructura de la solució dels reactius d'organoceriu no està clara, tot i que hi ha acord que depèn en gran manera de la manera com es prepara. En particular, es creu que els derivats dels reactius d'organoliti formen alguna cosa semblant a una estructura «vertadera» d'organoceri, R-CeCl₂, mentre que els derivats dels reactius de Grignard es caracteritzen més adequadament com a complexos -at de la forma R-MgX•CeCl₃. A més, el dissolvent sembla alterar l'estructura de la solució del complex, amb diferències observades entre els reactius preparats en èter dietílic i tetrahidrofurà (THF). Hi ha evidència que el clorur progenitor forma una espècie polimèrica en solució de THF, de la forma [Ce(μ-Cl)₂(H₂O)(THF)₂]n, però si aquest tipus de polímer existeix un cop format el reactiu organometàl·lic és desconegut.

## Elaboració
Els compostos d'organoceri es preparen normalment mitjançant transmetal·lació a partir del reactiu organoliti o de Grignard respectiu. La font de ceri més comuna per a aquest propòsit és el clorur de ceri(III), que es pot obtenir en forma anhidra mitjançant la deshidratació de l'heptahidrat disponible comercialment. La precomplexació amb tetrahidrofurà és important per a l'èxit de la transmetal·lació, amb la majoria dels procediments que impliquen «una agitació vigorosa durant un període de no menys de 2 hores».
S'han descrit reactius derivats de reactius organometàl·lics alquil, alquenil i alquínil, així com enolats de ceri. L'estabilitat de cadascun és aproximadament la mateixa independentment de l'origen (és a dir, litiat o Grignard), amb l'excepció dels reactius alquenil, que solen ser més estables quan es deriven del litiat corresponent. Els motius d'això encara són poc coneguts. Els grups funcionals compatibles amb el compost organometàl·lic original també són estables després de la transmetal·lació a ceri.

La figura següent resumeix els tipus de compostos d'organoceri que s'han preparat:

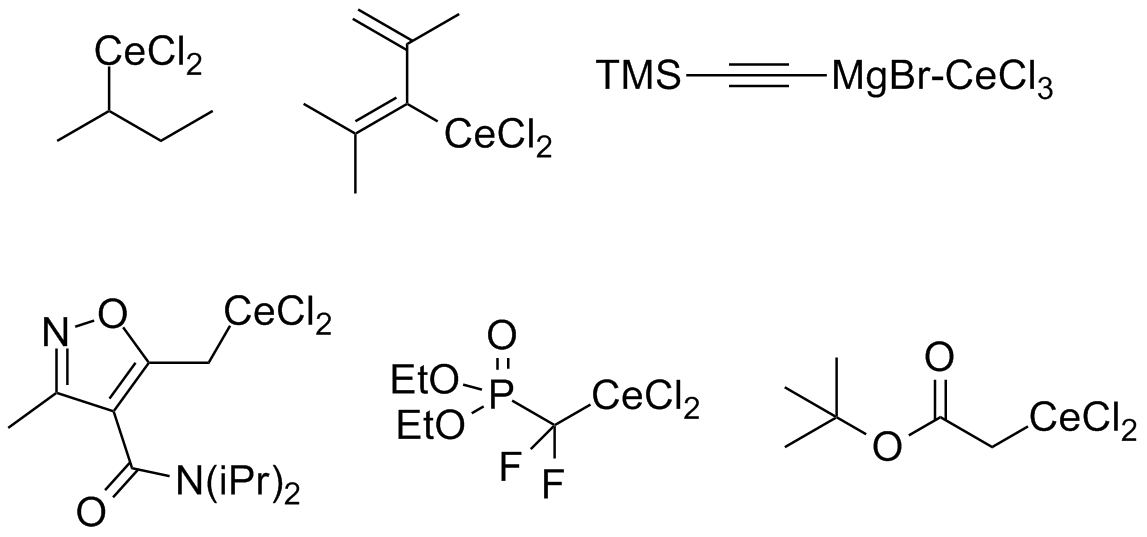
Exemples de diversos reactius d'organoceri descrits més amunt

## Reaccions
Els reactius d'organoceri s'utilitzen gairebé exclusivament per a reaccions d'addició en la mateixa línia que els reactius d'organoliti i de Grignard. Amb aquesta finalitat, tenen una sèrie de característiques especialment útils que els distingeixen dels seus homòlegs més comuns.

Són increïblement nucleòfils, permetent addicions a imines en absència de catalitzadors àcids de Lewis addicionals, cosa que els fa útils per a substrats en què les condicions típiques fallen.

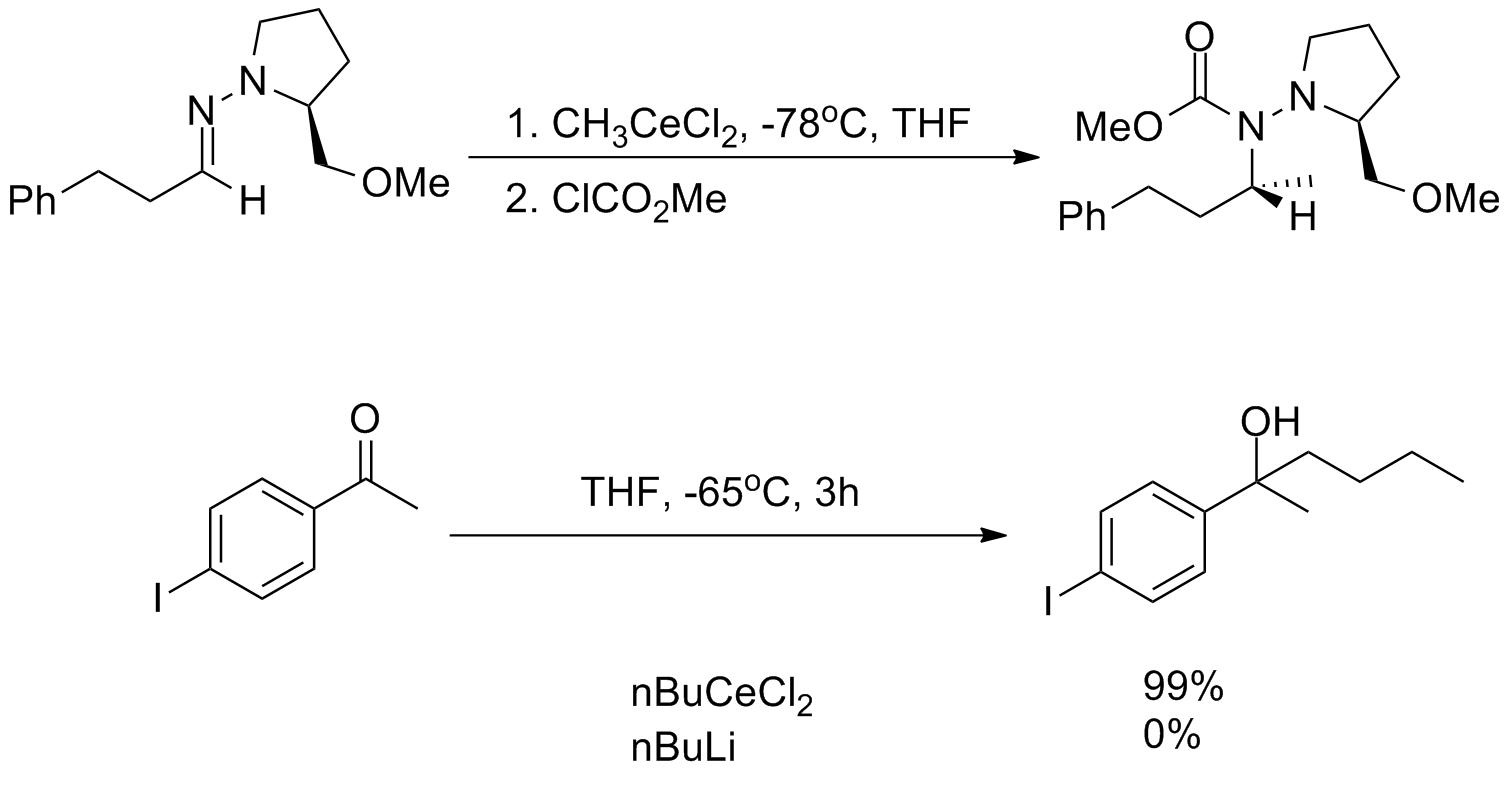
Nucleofilicitat dels reactius d'organoceri

Malgrat aquesta alta reactivitat, els reactius d'organoceri són gairebé completament no-bàsics, tolerant la presència d'alcohols i amines lliures, així com de protons α enolizables.

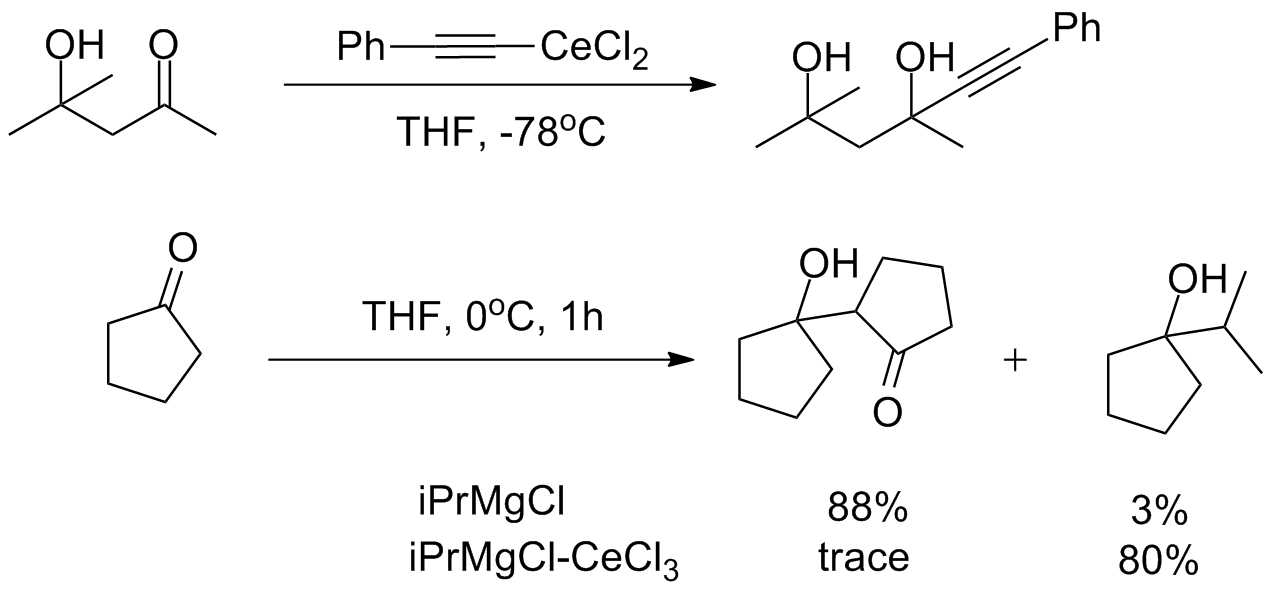
Tendències no bàsiques en reactius organoceri

L'oxofilicitat del ceri imparteix una forta selectivitat 1,2 en reaccions amb electròfils conjugats de manera similar als reactius d'organoliti. Al mateix temps, els reactius d'organoceri es poden utilitzar per sintetitzar cetones a partir de compostos d'acil sense addició excessiva, com es veu amb els organocuprats. Aquesta dicotomia il·lustra la reactivitat única dels reactius organolantànids.

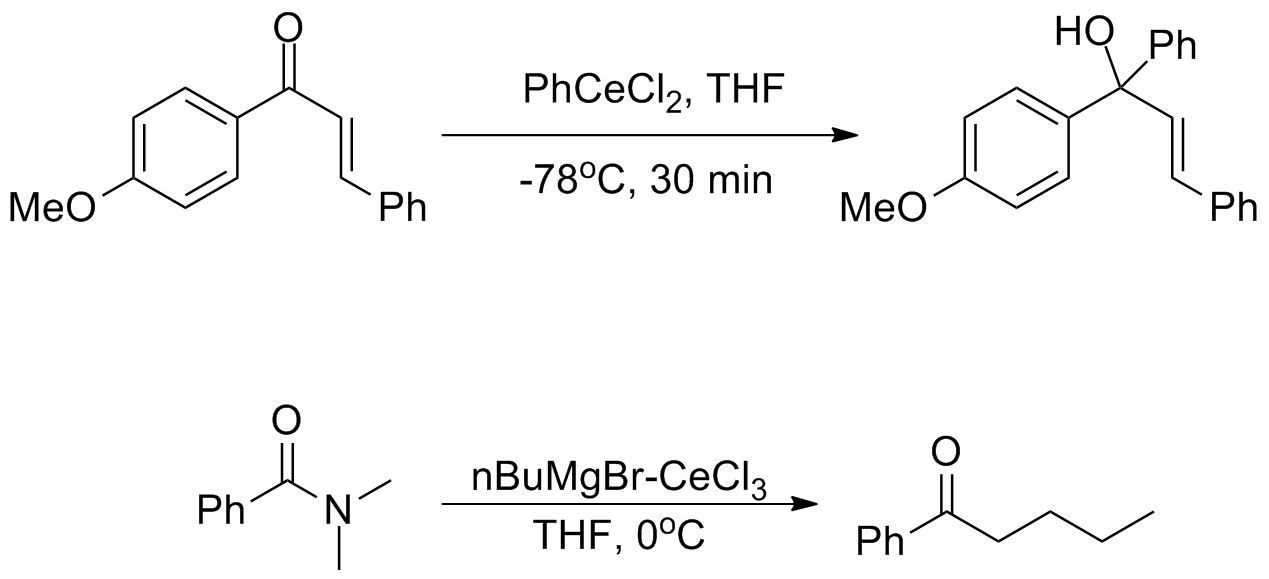
Reactivitat i selectivitat dels compostos d'organoceri

Finalment, els reactius d'organoceri s'han emprat en diverses síntesis totals. A continuació es mostra un pas clau d'acoblament en la síntesi total de roseofilina, un potent antibiòtic antitumoral.

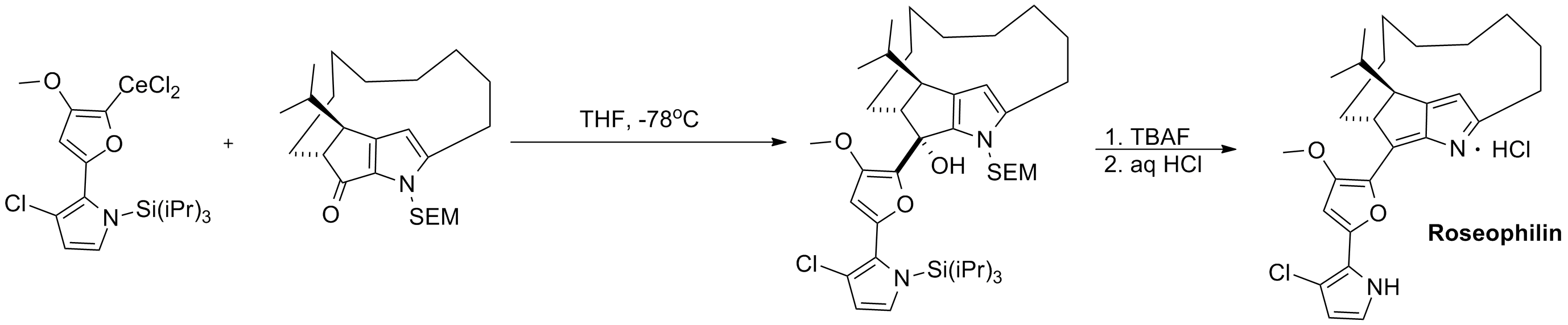
Síntesi total de roseofilina mitjançant un reactiu organoceri